# Moreda de Álava
Moreda de Álava là một đô thị trong tỉnh Álava, thuộc Xứ Basque, phía bắc Tây Ban Nha. Moreda có tọa độ 42°31′N 002°24′O / 42.517, -2.442°31′N 002°24′O / 42.517, -2.4 
Khoảng cách đến Victoria là 55 km. Đô thị này có diện tích 8,67 km² với dân số 275 người (INE 2007), mật độ dân số là 31,72 người/km², mã số bưu chính là 01322